# Pardosa delicatula
Pardosa delicatula este o specie de păianjeni din genul Pardosa, familia Lycosidae, descrisă de Willis J. Gertsch și Wallace, 1935. Conform Catalogue of Life specia Pardosa delicatula nu are subspecii cunoscute.